# Richard Coer de Lyon
 (mai 2024).
La mise en forme du texte ne suit pas les recommandations de Wikipédia : il faut le « wikifier ».
Les points d'amélioration suivants sont les cas les plus fréquents :
- Les titres sont pré-formatés par le logiciel. Ils ne sont ni en capitales, ni en gras.
- Le texte ne doit pas être écrit en capitales (les noms de famille non plus), ni en gras, ni en italique, ni en « petit »…
- Le gras n'est utilisé que pour surligner le titre de l'article dans l'introduction, une seule fois.
- L'italique est rarement utilisé : mots en langue étrangère, titres d'œuvres, noms de bateaux, etc.
- Les citations ne sont pas en italique mais en corps de texte normal. Elles sont entourées par des guillemets français : « et ».
- Les listes à puces sont à éviter, des paragraphes rédigés étant largement préférés. Les tableaux sont à réserver à la présentation de données structurées (résultats, etc.).
- Les appels de note de bas de page (petits chiffres en exposant, introduits par l'outil «  Source ») sont à placer entre la fin de phrase et le point final[comme ça].
- Les liens internes (vers d'autres articles de Wikipédia) sont à choisir avec parcimonie. Créez des liens vers des articles approfondissant le sujet. Les termes génériques sans rapport avec le sujet sont à éviter, ainsi que les répétitions de liens vers un même terme.
- Les liens externes sont à placer uniquement dans une section « Liens externes », à la fin de l'article. Ces liens sont à choisir avec parcimonie suivant les règles définies. Si un lien sert de source à l'article, son insertion dans le texte est à faire par les notes de bas de page.
- La présentation des références doit suivre les conventions bibliographiques. Il est recommandé d'utiliser les modèles {{Ouvrage}}, {{Chapitre}}, {{Article}}, {{Lien web}} et/ou {{Bibliographie}}. Le mode d'édition visuel peut mettre en forme automatiquement les références.
- Insérer une infobox (cadre d'informations à droite) n'est pas obligatoire pour parachever la mise en page.

Pour une aide détaillée, merci de consulter Aide:Wikification.
Si vous pensez que ces points ont été résolus, vous pouvez retirer ce bandeau et améliorer la mise en forme d'un autre article.

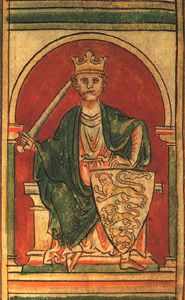
Une illustration du roi Richard Ier tirée d'un codex du XIIe siècle.

Richard Coer de Lyon est un poème écrit en moyen anglais qui raconte une version romancée de la vie de Richard I, roi d'Angleterre. 
Se concentrant particulièrement sur les exploits de Richard Cœur de Lion pendant les croisades, ce poème a influencé l'écriture du Roi Jean de Shakespeare et de Le Talisman par Walter Scott,.

## Date et paternité
Richard Coer de Lyon a probablement été écrit au début du XIVe siècle et s'inspire d'un roman de chevalerie anglo-normand perdu, datant d'environ 1230-1250. Bien qu’inconnu, l’auteur de Richard Coer de Lyon est probablement originaire du sud-est de l’Angleterre et certaines théories pensent qu'il aurait aussi écrit King Alisaunder (en) et Of Arthour and of Merlin (en),. 

## Sources
Richard ressemble aux chansons de geste qui, comme la chanson de Roland, décrivent des batailles épiques (la plupart du temps entre chrétiens et sarrasins). Comme l'a fait remarquer Peter Larkin, « De nombreux épisodes ressemblent à des récits tirés de chroniques de croisades, telles que l'Estoire de la guerre sainte d'Ambroise et l'Itinerarium perigrinorum et gesta regis Ricardi ». Ainsi, malgré des insertions fantastiques, le texte suit le parcours historique et de nombreux évènements de la croisade de Richard I. Certains éléments fantastiques tels que le récit de sa naissance sont liés à des légendes médiévales très répandues. D'autres épisodes sont eux en relation avec la Chronique du règne de Richard Premier écrit par Richard de Devizes ou encore le Chronicon d'Adémar de Chabannes,.

## Manuscrits et éditions
Richard Coer de Lyon ('Richard Cœur de Lion') a survécu dans 10 manuscrits, dont le plus complet est celui de Cambridge, Gonville et Caius MS 175. Le poème est imprimé en 1509 et en 1528 par Wynkyn de Worde (en). Un résumé de Richard apparaît dans Specimens of Early English Metrical Romances (1805) de George Ellis (en). Le manuscrit de Gonville et Caius est utilisé par Henry William Weber (en) pour une édition du poème incluse dans son Metrical Romances of the Thirteenth, Fourteenth, and Fifteenth Centuries (1810). L'édition de Richard par Karl Brunner en 1913 utilise le même manuscrit complété par la version de Wynkyn de Worde,,. En 1966, Bradford B. Broughton traduit le poème en anglais moderne et le publie dans son Richard the Lion-Hearted: and Other Medieval English Romances. En 2022, sous l'initiative de l'éditeur Brepols et de sa collection Textes vernaculaires du Moyen-Age le texte de Richard est traduit en français et publié dans un volume contenant notamment le texte original en moyen anglais.
Bien que le manuscrit de Gonville et Caius soit le plus complet et contienne le plus d'épisodes, la différence entre tous les manuscrits reste très importante. Cela a conduit les chercheurs à reconnaître que ce texte a été fréquemment revisité et changé au cours du temps.

## Résumé
Certaines versions du poème commencent par un récit fantaisiste de la naissance de Richard. Henri II, à la recherche d'une reine, se marie à Cassodorien, la fille du roi d'Antioche. Le couple a trois enfants, Richard, Jean et Topias. Ils vivent heureux sauf que Cassodorien quitte toujours la messe avant l'élévation de l'hostie. Après qu'Henri la force à y assister, elle s'envole par le toit de l’église en emportant Topias et disparaît. Richard succède finalement à Henri II à l'âge de 15 ans après la mort de son père.
Ensuite, le texte détail un tournoi au cours duquel Richard participe déguisé, afin de déterminer les meilleurs chevaliers. Impressionné par Sir Thomas Multon et Sir Foulques D’Oily qui l'on défait, Richard les choisit pour participer à une mission secrète vers la Terre sainte. Après leur visite de la Terre sainte, ils commencent à revenir en Angleterre mais sont stoppés par le roi d'Allemagne qui les emprisonne. Ils sont seulement autorisés à retourner en Angleterre après que Richard est tué un lion et est mangé son cœur.
Le reste du poème détail les évènements de la Troisième croisade. Après avoir appris l'attaque de Saladin contre la chrétienté en Europe de l'Est, le Pape lance un appel à l'aide. Richard, le roi de France, le duc d'Autriche et l'empereur d'Allemagne répondent à l'appel. Après une série de luttes internes avec le roi de  France, les croisés voyagent vers la Terre Sainte et assiègent Chypre en cours de route.
Une fois que Richard et les autres atteignent la Terre Sainte et rejoignent le siège de Saint-Jean-d'Acre, Richard tombe malade. Il demande du porc mais il n’y en a pas. Il est guéri après avoir été nourri la chaire d'un jeune Sarrasins. Quand le cannibalisme est révélé à Richard il rit, et célèbre que ses troupes ne mourront jamais de faim tant qu'il y aura des Sarrasins. De nouveau sur pied, Richard mène un assaut victorieux sur la ville de Saint-Jean-d'Acre. Lorsque les Sarrasins arrivent pour discuter les termes de leur reddition, on leur sert les têtes bouillies des prisonniers de guerre Sarrasins. Ils retournent donc auprès de leur sultan Saladin pour lui rapporter que Richard a l'intention de rester en Terre Sainte jusqu’à ce que les Chrétiens est mangés tous les Sarrasins.
Une série de bataille s'ensuit, qui culmine avec deux évènements majeurs : la trahison du roi de France, Philippe II Auguste, et le tournoi de Richard contre Saladin. Philippe II accepte un pot-de-vin pour mettre fin au siège de Babylone. Saladin défie ensuite Richard dans un tournoi. Avec l'aide d'un ange qui l'informe que le cheval de Saladin est un démon déguisé, Richard finit par vaincre Saladin. Saladin s'enfuit. 
Après cela, Richard apprend la trahison de son frère Jean qui s'est autoproclamé roi d'Angleterre. Finalement, le récit se termine dans une une bataille finale qui précède une déclaration de trêve par Saladin. Richard retournera en Angleterre pour récupérer ses terres mais n'y arrive pas et est tué sur le chemin du retour.